# Gymnosporangium nootkatense
Gymnosporangium nootkatense är en svampart som beskrevs av Arthur 1916. Gymnosporangium nootkatense ingår i släktet Gymnosporangium och familjen Pucciniaceae.   Inga underarter finns listade i Catalogue of Life.